# Карисилла
Ка́рисилла (эст. Karisilla), ранее Но́винки (эст. Novinki) и Ка́рисела (эст. Karisela) — деревня в волости Сетомаа уезда Вырумаа, Эстония. Исторически относится к нулку Полода.
До административной реформы местных самоуправлений Эстонии 2017 года деревня входила в состав волости Микитамяэ уезда Пылвамаа.

## География и описание
Расположена в 35 километрах к северо-востоку от уездного центра — города Выру. Высота над уровнем моря — 43 метра. Через деревню течёт ручей Карисилла (в письменных источниках 1855 года — ручей Новинской).
Климат переходный от морского к континентальному. Официальный язык — эстонский. Почтовый индекс — 64307.

## Население
По данным переписи населения 2021 года, в Карисилла насчитывалось 49 жителей, из них 48 (98,0 %) — эстонцы.
По данным переписи населения 2011 года, в деревне проживали 62 человека, из них 61 (98,4 %) — эстонцы (сету в перечне национальностей выделены не были).
Численность населения деревни Карисилла по данным переписей населения СССР и Департамента статистики Эстонии:
| Год  | 1959 | 1970 | 1979 | 1989 | 2000 | 2011 | 2017 | 2018 | 2019 | 2020 | 2021 |
| ---- | ---- | ---- | ---- | ---- | ---- | ---- | ---- | ---- | ---- | ---- | ---- |
| Чел. | 31   | ↘ 24 | ↗ 97 | ↘ 77 | ↘ 71 | ↘ 62 | ↘ 60 | ↗ 62 | ↗ 64 | ↘ 63 | ↘ 49 |

## История
В письменных источниках 1563 года упоминается деревня Новинки, 1585 года — Новинка, 1750 года — Новинки, прим. 1790 года — Навинка, 1855–1859 годов — Новинокъ, 1885 года — Karisilla, 1904 года — Karisilla, Новинки, 1922 года — Novinki, 1923 года — Karisela, Novikna.
В XVI-XVII веках деревня принадлежала Псково-Печерскому монастырю.
На военно-топографических картах Российской империи (1846–1863 годы), в состав которой входила Лифляндская губерния, деревня обозначена как Новинокъ.
В 1977 году, в период кампании по укрупнению деревень, с Карисилла были объединены деревни Плуитса (Pluitsa) и Рысна-Мытса (Rõsna-Mõtsa).
В деревне активно действует некоммерческое объединение «Сельское общество Карисилла» (Karisilla külaselts) и есть сельский театр.

## Происхождение топонима
Начало топонима может происходить от личного имени Кари (сокращенное от «Макар») или от добавочного имени Кариновъ. Логично также объяснить происхождение начала названия деревни как слово «кари» (эст. kari) — «стадо». Русский топоним Новинки происходит, возможно, от слова «новый» («новая деревня»). В старорусском языке слово  «новина» означало «первое зерно в году», «первый сбор нового урожая». В России есть несколько деревень Новинки.

## Комментарии
1. ↑  Эстонские топонимы, оканчивающиеся на -а, не склоняются и не имеют женского рода (исключение — Нарва)[9].